# Godiva Chocolatier
Godiva Chocolatier (Годива Шоколатье) — крупная международная компания по производству шоколада. Первоначально была основана в Бельгии, с которой тесно связана до сих пор, однако сегодня штаб-квартира компании располагается в Нью-Йорке, а сама компания с 2007 года входит в состав турецкой корпорации «Yıldız Holding» (за исключением японского филиала, чья юрисдикция распространяется также на Южную Корею, который в 2017 году за 1 миллиард долларов был передан инвестиционной компании «MBK Partners» со штаб-квартирой в Сеуле).
Компания названа в честь легендарной леди Годивы. Логотип компании, схематично изображающий обнажённую женщину верхом на лошади, является отсылкой к этой легенде. 

## История и современность
Компания «Godiva» была основана в 1926 году в Брюсселе семьей Драпс, и никогда с тех пор не меняла названия. В основе концепции компании со временем была положена идея продажи наборов шоколадных конфет верхнего ценового сегмента через собственную сеть фирменных магазинов. Первоначально развитие компании шло довольно медленно: первый фирменный магазин за пределами Бельгии был открыт в Париже, на улице Сент-Оноре, только в 1958 году. В 1966 году продукция компании «Godiva» впервые поступила в розничную продажу в США, а уже в следующем году семья Драпс продала свою компанию американской корпорации «Campbell Soup Company», производителю консервированного супа, который был весьма любим Энди Уорхолом. В 1972 году первый фирменный магазин компании «Godiva» в США был открыт на Пятой авеню в Нью-Йорке.
К 2007 году годовой объем продаж компании «Godiva» составлял около 500 миллионов долларов. В августе того же года компания «Campbell Soup» продала её турецкой компании «Yıldız Holding» за 850 миллионов долларов. После этого сеть фирменных магазинов компании продолжила активно развиваться, причём особенно динамично — в азиатских странах. Так, только в Китае к 2017 году функционировало сто фирменных магазинов. Сопоставимой популярностью компания пользовалась и на рынках Японии и Южной Кореи, а также США.
В 2010-е годы компания «Godiva» предприняла попытку дополнить сеть фирменных магазинов сетью кафе, где, помимо конфет, были бы представлены кофе, какао, кофейные напитки и выпечка. В 2012 году такое кафе было открыто в лондонском универмаге «Harrods». В 2017 году открыто кафе в Брюсселе, на родине бренда. А в 2019 году компания анонсировала амбициозный план открыть 2 000 фирменных кафе в течение шести следующих лет во многих странах мира, однако, из-за пандемии не только этот масштабный проект был свёрнут, но и многие фирменные магазины пришлось временно закрыть, а вместо этого важную роль в работе компании стала играть доставка шоколадных конфет покупателям на дом.
Производственные мощности компании расположены в Бельгии, США и Турции.

## Общественная активность
Хотя не до конца известно, почему компания изначально получила такое название, в дальнейшем она закономерно сосредоточилась на благотворительных инициативах в сфере защиты прав женщин. Так, компания ежегодно предоставляет пять грантов, каждый в размере 25 000 долларов США пяти неправительственным организациям (НКО) в США, Канаде, Бельгии, Англии и Китае, которые занимаются борьбой за права женщин. Также компания публично выступала в японской прессе против японской традиции гири-тёко, которое в наше время начала восприниматься некоторыми женщинами, как дискриминационная. 